# کریستال (مینه‌سوتا)
کریستال (به انگلیسی: Crystal) شهری در شهرستان هنپین ایالت مینه‌سوتا در کشور ایالات متحده آمریکا است که جمعیت آن در سرشماری سال ۲۰۱۰ میلادی، ۲۲۱۵۱ نفر بوده‌است.